# Episodi di Bleach (quindicesima stagione)
La quindicesima stagione dell'anime Bleach si intitola saga dell'esercito invasore delle tredici Brigate (BLEACH 廷十三隊侵軍篇?, Burīchi: Gotei jūsan tai shingun hen) e comprende gli episodi dal 317 al 342, in cui sono narrati eventi non presenti nel manga omonimo di Tite Kubo, ad eccezione dell'episodio 342 che è tratto dal capitolo 423 del manga. La regia delle puntate è a cura di Noriyuki Abe e sono prodotte da TV Tokyo, Dentsu e Pierrot. La trama è incentrata sullo scontro tra Ichigo Kurosaki, i suoi amici e gli Shinigami contro lo scienziato Inaba Kageroza che ha creato delle copie di tutti gli ufficiali delle tredici Brigate. La quindicesima stagione è andata in onda in Giappone dal 12 aprile 2011 al 4 ottobre 2011 su TV Tokyo. L'edizione italiana  è stata pubblicata su Prime Video il 25 giugno 2022.
La quindicesima stagione di Bleach utilizza tre sigle: una di apertura, Blue dei Vivid, e due di chiusura, Aoi tori (アオイトリ?) di Fumika (episodi 317-329) e Haruka kanata (遥か彼方?) degli UNLIMITS (episodi 330-342).

## Lista episodi
| Nº  | Titolo italiano Giapponese 「Kanji」 - Rōmaji | In onda           | In onda        |
| Nº  | Titolo italiano Giapponese 「Kanji」 - Rōmaji | Giapponese        | Italiano       |
| 317 | Anomalie nella Seireitei? L'armata d'invasione del Gotei 13! 「瀞霊廷に異変？！廷十三隊侵軍篇！」 - Seireitei ni ihen?! Gotei jūsan tai shingun hen! | 12 aprile 2011    | 25 giugno 2022 |
| 317 | Ripristinate le barriere che hanno scambiato la vera e la falsa Karakura, Matsumoto e Nanao si apprestano a tornare alla Soul Society, ma Hitsugaya e Shunsui perdono il contatto con loro. Intanto, mentre Ichigo e Rukia si occupano di alcuni Hollow, Kon incontra una ragazza coperta di stracci. Hitsugaya e Shunsui informano Yamamoto della scomparsa delle loro sottoposte, ma, proprio in quel momento, le due fanno ritorno non avendo memoria di quanto accaduto. Il capitano comandante incarica allora Mayuri, scortato dalla squadra di Kenpachi, di investigare. A Karakura, Ichigo scopre che Kon ha portato a casa con sé la ragazza. Durante le indagini nella dimensione che separa il mondo reale dalla Soul Society, gli Shinigami vengono investiti da una luce intensa. Rukia ed Ichigo fanno ritorno alla Soul Society e, dopo essere sfuggiti al treno spirituale, incontrano Hitsugaya e Byakuya, che arrestano Ichigo. Altrove nella Soul Society, un uomo attraversa un laboratorio pieno di gigai e si rivolge ad alcune figure che sembrano appartenere ad ufficiali delle tredici Brigate. |                   |                |
| 318 | Renji vs Rukia?! Battaglia tra compagni! 「恋次ＶＳルキア？！仲間との戦い！」 - Renji VS Rukia?! Nakama to no tatakai! | 19 aprile 2011    | 25 giugno 2022 |
| 318 | Mentre Kon tenta di nascondere la ragazza che ha portato a casa, il cui nome è Nozomi Kujo, Rukia riesce a liberare Ichigo. Jūshirō e Shunsui discutono dell'arresto di Ichigo e del fatto che il suo distintivo sia stato trovato nella dimensione tra il mondo dei vivi e la Soul Society. Intanto, Rukia ed Ichigo vengono attaccati da Renji ed Ikkaku che sembrano non essere loro stessi. Yoruichi arriva sul posto, porta via Rukia ed Ichigo e spiega loro che gli Shinigami stanno venendo sostituiti da dei Reigai, corpi fittizi che funzionano come i gigai, ma che contengono anche copie delle personalità degli originali. Ritenendo responsabile qualcuno all'interno del Dipartimento di Ricerca e Sviluppo, Ichigo e Rukia si introducono nel laboratorio e scoprono che Nozomi è una fuggitiva della Soul Society proprio mentre il misterioso scienziato si reca nel mondo reale per catturarla. Quando la ragazza e Kon stanno per essere presi, vengono salvati dall'intervento di Ishida. |                   |                |
| 319 | La rete per catturare Ichigo! Fuggite dalla Soul Society! 「一護捕縛網！尸魂界を脱出せよ！」 - Ichigo hobakumō! Sōru Sosaeti o dasshutsu seyo! | 26 aprile 2011    | 25 giugno 2022 |
| 319 | Mentre Nozomi viene catturata, Uryū viene sconfitto dallo scienziato e dalla sua Zanpakutō, Raiku. Nel frattempo, Yoruichi si sacrifica affrontando le copie dei capitani e dei vice-capitani per permettere ad Ichigo e Rukia di fuggire. In aiuto di Ishida intervengono Orihime e Chad, ma anche quest'ultimo viene abbattuto. Ichigo e Rukia fanno ritorno al mondo dei vivi e lo scienziato, dopo aver rivelato di chiamarsi Inaba Kageroza, si libera anche di Ichigo. Prima che possa finire i suoi avversari, Inaba viene fermato da Renji. Anche gli altri Shinigami raggiungono il luogo dello scontro ed Hitsugaya recupera Nozomi. Dopo aver affermato che una volta in possesso di Nozomi potrà conquistare la Soul Society ed il mondo dei vivi, Inaba si ritira e si incontra coi reigai che incarica di recuperare la ragazza. |                   |                |
| 320 | Il Gotei 13 si raduna nel mondo terreno 「護廷十三隊、現世に集結！」 - Gotei jūsan tai, gensei ni shūketsu! | 3 maggio 2011     | 25 giugno 2022 |
| 320 | Ichigo, Kon, Uryū, Orihime e Sado si radunano presso il negozio di Urahara per prendersi cura di Nozomi. Rukia raggiunge Ichigo e lo avverte di unirsi agli altri allo scopo di formulare una strategia per proteggere la ragazza. Nel frattempo, quest'ultima fugge e Kon, Chad, Uryū ed Orihime si dividono per cercarla. Kon riesce a trovare Nozomi e la affida a Matsumoto non rendendosi conto, però, che ella non è la vera Shinigami ma la sua copia. Scoperto l'inganno, Kon tenta, senza successo, di salvare la ragazza, tuttavia, con l'arrivo di Ichigo, Renji, Rukia e della vera Matsumoto, il gruppo riesce a liberarla. Tutti si riuniscono per un barbecue e Nozomi finalmente si apre al resto del gruppo. |                   |                |
| 321 | Duello contro sé stesso. Ikkaku vs Ikkaku! 「自分同士の対決、一角VS一角！」 - Jibun dōshi no taiketsu, Ikkaku VS Ikkaku! | 10 maggio 2011    | 25 giugno 2022 |
| 321 | Ukitake e Kyoraku indagano circa l'arresto di Ichigo ricordando che, durante la precedente riunione dei capitani, Kurotsuchi e Kenpachi, che a loro insaputa sono stati sostituiti, hanno accusato Kurosaki. A Karakura, Ichigo trova Kon legato che lo informa che Nozomi è fuggita. Mentre Ichigo e gli altri si mettono sulle sue tracce, nella Soul Society, Inaba parla con l'anima di Nozomi, che la ragazza aveva lasciato indietro. Intanto, Kon riesce a ritrovare Nozomi ed Ikkaku, Yumichika, Omaeda ed Hisagi si scontrano con le rispettive copie. Omaeda ed Hisagi riescono a sconfiggere i loro doppioni, tuttavia Ikkaku e Yumichika vengono messi in seria difficoltà finché non sopraggiunge Uryū che mette in fuga i loro avversari. Altrove, il reigai di Kira raggiunge Matsumoto, Rukia incontra la sua copia e Soifon arresta Kyoraku che, come Ichigo, è stato incastrato da Inaba. |                   |                |
| 322 | Rukia contro Rukia! 「激突！ルキアVSルキア！」 - Gekitotsu! Rukia VS Rukia! | 17 maggio 2011    | 25 giugno 2022 |
| 322 | Kon continua a seguire Nozomi mentre Ichigo, Orihime e Sado continuano a cercarla ed Uryū cura gli Shinigami feriti nel precedente scontro. Intanto, il reigai di Kira attacca Matsumoto, affermando di essere divenuto più forte e, grazie all'abilità potenziata della sua spada, riesce a mettere in difficoltà la sua avversaria. Rangiku riesce, tuttavia, a sconfiggere la copia di Kira mentre, nella Soul Society, Ukitake richiede la scarcerazione di Kyoraku. Non avendo ottenuto quanto chiesto, Ukitake si incontra con Unohana, che lo mette in guardia. Altrove, la falsa Rukia attacca l'originale con l'aiuto della copia di Nemu. Quando la vera Nemu giunge sul posto, sconfiggendo la sua copia della quale rimane solo una gemma rossa, Rukia riesce a sconfiggere la sua avversaria. Matsumoto raggiunge le due Shinigami, ma Rukia si rivela essere la copia e getta le altre due nel fiume assieme alla vera Rukia. Nel frattempo, Kon e Nozomi proseguono la loro ricerca mentre Ukitake libera Kyoraku che, però, si rivela essere una copia e lo colpisce prima di unirsi al falso Ukitake.    |                   |                |
| 323 | Ichigo, proteggi la determinazione di Nozomi! 「護れ一護！望実の決意」 - Mamore Ichigo! Nozomi no ketsui | 24 maggio 2011    | 25 giugno 2022 |
| 323 | Sado ed Orihime trovano Rukia, Nemu e Matsumoto sulla sponda del fiume. Mentre Orihime le soccorre, Sado viene attaccato dal falso Renji. Nella Soul Society, le copie di Kyoraku e Ukitake affrontano Yamamoto, il quale afferma di aver sempre saputo delle loro intenzioni. Unohana si incontra con Isane e le rivela di aver cercato negli archivi segreti e di aver scoperto che il colpevole è Inaba che in quel momento si manifesta e dimostra il potere della sua Zanpakutō di muoversi attraverso lo spazio e il tempo sulla vice-capitano. Mentre Sado sta affrontando la copia di Renji, il vero Renji interviene e lo sconfigge. Intanto, Nozomi spiega a Kon che nel mondo dei vivi esistono diversi Senkaimon naturali e che alcuni conducono a degli spazi vuoti. La ragazza ha intenzione di sparire dentro uno di questi impedendo ad Inaba di catturarla. In quel momento, diversi reigai appaiono, ma vengono affrontati da Ichigo che li distrugge con un potente Getsuga Tensho. |                   |                |
| 324 | Recuperate la Seireitei! Capitani, in azione! 「瀞霊廷奪還へ！」 - Seireitei dakkan e! | 31 maggio 2011    | 25 giugno 2022 |
| 324 | Hitsugaya, Byakuya, Kenpachi e Komamura, precedentemente intrappolati nel mondo dei vivi, utilizzano il Senkaimon di Urahara per tornare alla Soul Society. I capitani, tuttavia, cadono nella trappola di Inaba nella dimensione che separa il mondo dei vivi dalla Soul Society e Komamura è costretto a rimanere indietro per contrastarla. Giunti a destinazione, gli altri si separano e Kenpachi affronta la sua copia che, nonostante le iniziali difficoltà, riesce a sconfiggere. Intanto, mentre le copie di Ukitake e Kyoraku proseguono il loro scontro con Yamamoto, Isane ed Unohana affrontano Inaba presso il suo quartier generale. Quest'ultimo spiega come ha fabbricato le copie degli Shinigami e poi spinge Isane ad attaccare Unohana, rivelando che si trattava di una copia fin dall'inizio. In quel momento, anche la copia di Unohana arriva sul posto. |                   |                |
| 325 | Per coloro che credono! Byakuya contro Hitsugaya! 「信ずるものの為に！白哉vs日番谷！」 - Shinzuru mono no tame ni! Byakuya VS Hitsugaya! | 7 giugno 2011     | 25 giugno 2022 |
| 325 | Unohana inizia a battersi con la sua copia usando il Kidō, ma poi decide di ritirarsi. Intanto, i falsi Kyoraku ed Ukitake non riescono a sconfiggere Yamamoto e la reigai di Unohana arriva sul posto e li guarisce rivelando la loro strategia che consiste nello sfinire il loro avversario. Altrove nel Seireitei, Byakuya affronta il falso Hitsugaya. Dopo che entrambi hanno rilasciato i rispettivi Bankai, Byakuya domanda al suo avversario la ragione per cui combatte ed egli gli risponde che sta proteggendo qualcuno che il vero Hitsugaya non è abbastanza forte da proteggere. Mentre Byakuya riesce a sopraffare il suo avversario, nel mondo dei vivi, Ichigo chiede ad Urahara di mandarlo nella Soul Society, tuttavia, quest'ultimo glielo sconsiglia per via della sua decrescente forza spirituale. In quel momento sopraggiunge Nozomi che riesce a ripristinare una parte della forza spirituale dello Shinigami che si dirige dunque alla volta della Soul Society. |                   |                |
| 326 | Le due Hinamori, la risoluzione di Hitsugaya 「ふたりの雛森、日番谷の覚悟」 - Futari no Hinamori, Hitsugaya no kakugo | 14 giugno 2011    | 25 giugno 2022 |
| 326 | Mentre Ichigo si dirige verso la Soul Society, Byakuya uccide il falso Hitsugaya, ma a sbarrargli la strada appare la sua stessa copia. Intanto, Kenpachi viene attaccato da Soi Fon e dai suoi sottoposti. Ichigo raggiunge la Soul Society dove incontra Inaba e, altrove, Hitsugaya affronta la falsa Hinamori che il capitano, pur consapevole della sua falsa identità, non riesce ad uccidere. La vera Hinamori appare ed attacca la reigai, ma anche quest'ultima si rivela essere una copia ed entrambe colpiscono Hitsugaya. Sul posto sopraggiunge Yoruichi, che sconfigge entrambe le copie. Nel frattempo, il combattimentro fra Soifon e Kenpachi viene interrotto da Komamura che sfida la falsa Soifon. Inaba attacca Ichigo e, dopo averlo definito un'anomalia eliminabile, lo intrappola nella dimensione fra la Soul Society ed il mondo dei vivi. |                   |                |
| 327 | L'orgoglio del casato Kuchiki. Byakuya contro Byakuya! 「朽木家の誇り！白哉VS白哉！」 - Kuchiki-ke no hokori! Byakuya VS Byakuya! | 21 giugno 2011    | 25 giugno 2022 |
| 327 | Byakuya affronta la sua copia, contro la quale ha qualche problema finché non rilascia il suo Bankai. Intanto, Komamura sta avendo difficoltà ad affrontare la falsa Soifon, le abilità e velocità della quale sembrano essere superiori alle sue. In un ultimo tentativo disperato, il capitano e la reigai sfoderano i rispettivi Bankai e la battaglia si conclude con un pareggio. Altrove, Yamamoto, piuttosto frustrato, rilascia un imponente muro di fuoco col quale imprigiona gli impostori che stava affrontando. Nel mondo dei vivi, gli amici di Ichigo si preoccupano quando Urahara dice loro di non riuscire più a percepire la reiatsu dello Shinigami. |                   |                |
| 328 | Sconfiggete Kageroza! Gli Shinigami in guerra totale! 「影狼佐を倒せ！死神、総力戦！」 - Kageroza wo taose! Shinigami, sōryokusen! | 28 giugno 2011    | 25 giugno 2022 |
| 328 | Hitsugaya e Zaraki cercano di sconfiggere Inaba Kageroza duellando fino all'ultimo colpo. Durante lo scontro Inaba rivela che la sua Zampakuto ha la capacità di registrare gli attacchi in uno spazio-temporale e che quel attacco può riutilizzarlo come specchio più volte ogni qualvolta ruoti la spada in verso orario. Ruotando a sinistra sembra che la Zampakuto registri l'attacco e ruotando a destra apre un portale spazio-temporale dal quale vi esce l'ultimo attacco registrato. Il duello continua, e ad un tratto sopraggiunge sul luogo Soifon, di seguito anche Youruichi e tutti gli altri capitani delle brigate. Inizia un duello dove vediamo tutti i capitani contro Inaba Kageroza, che poi richiama nuovamente altri regai. La situazione si capovolge, i capitani sono sfiniti, ma proprio quando tutto sembrava andar storto ecco che entra in scena il capitano Mayuri Kurotsuchi, che a quanto pare si è spacciato per il falso regai. |                   |                |
| 329 | La ricerca proibita, il segreto di Nozomi 「禁断の研究…望実に隠された秘密！」 - Kindan no kenkyū...Nozomi ni kakusa reta hitmitsu! | 5 luglio 2011     | 25 giugno 2022 |
| 329 | Ichigo si risveglia al negozio di Urahara, ignaro di come sia stato salvato. Altrove, Mayuri utilizza la sua Zanpakutō per drogare Inaba, il quale richiama la falsa Isane e la attacca. Al negozio di Urahara, Rukia spiega agli altri in cosa consisteva il "Progetto punta di lancia" nel quale furono utilizzate le anime modificate. Intanto, Inaba mangia la caramella dell'anima presa al reigai di Isane causando il rigetto dell'anima dal suo corpo e indirizzando gli effetti della Zanpakutō di Mayuri sul reigai. Liberatosi, Inaba resuscita la maggior parte dei reigai sconfitti liberando tutta la loro potenza e svelando di essere stato egli stesso un'anima modificata. Nel frattempo, Nozomi rivela di essere stata la prima anima modificata. |                   |                |
| 330 | Voglio vivere! La Zanpakuto di Nozomi 「生きたい…！望実の斬魄刀」 - Iki tai...! Nozomi no zanpakutō | 12 luglio 2011    | 25 giugno 2022 |
| 330 | Renji informa Yamamoto del fatto che non si hanno più notizie dei capitani che hanno affrontato Inaba e il capitano comandante afferma che solamente Ichigo e gli Shinigami nel mondo dei vivi sono preparati alla battaglia ed avanza l'ipotesi che diversi Hollow si siano radunati in seguito ai disturbi spirituali venutisi a creare. Quando Ichigo e Rukia lasciano sola Nozomi, quest'ultima esce a fare una passeggiata e viene attaccata da un Hollow. La ragazza e Kon, intervenuto in suo aiuto, vengono facilmente sconfitti, ma Nozomi riesce a riguadagnare il possesso della sua Zanpakutō e dei suoi poteri da Shinigami e si libera dell'Hollow. |                   |                |
| 331 | Risvegliati per poter combattere, Nozomi! 「戦うために！ 目覚めよ望実！」 - Tatakau tame ni! Mezameyo Nozomi! | 19 luglio 2011    | 25 giugno 2022 |
| 331 | Nozomi si allena con Ichigo, Ishida, Chad e gli altri per risvegliare la sua Zanpakutō. Intanto, i falsi Byakuya, Hitsugaya, Zaraki e Komamura, che avevano ricevuto ordine da Kageroza di recarsi del mondo dei vivi, cadono vittime di una trappola di Urahara e vengono separati. Dopo un duro confronto, in seguito ad un Getsuga Tenshō di Ichigo, Nozomi riesce a ricordare il nome della sua Zanpakutō, Arazomeshigure, la cui specialità si rivela essere è il potere di assorbire la reiatsu. Ikkaku, che stava per essere sconfitto dal falso Zaraki, viene salvato da Nozomi che apparentemente riesce ad annientare il reigai con la sua Zanpakutō. |                   |                |
| 332 | Appaiono nel mondo terreno i Reigai più malvagi! 「最凶の霊骸、 現世に現る！」 - Saikyo no reigai, gensei ni genru! | 26 luglio 2011    | 25 giugno 2022 |
| 332 | Diversi gruppi di Shinigami iniziano ad affrontare i reigai. Nozomi si reca sui vari campi di battaglia per prestare loro supporto, ma tutti gli Shinigami le intimano di mettersi al riparo. I reigai prendono il sopravvento e i falsi Zaraki ed Hitsugaya iniziano a battersi con Nozomi ed Ichigo. I poteri della Zanpakutō di Nozomi mettono in difficoltà i falsi Shinigami e Byakuya tenta di intrappolare la ragazza col kidō. Ishida, dopo aver salvato Nozomi, suggerisce di utilizzare i poteri della ragazza per concentrare quelli di tutti gli altri e colpire i nemici. All'attacco sopravvive solo il falso Byakuya che si appresta ad usare il suo Bankai, ma, in quel momento, appare il capitano comandante Yamamoto che lo sconfigge. |                   |                |
| 333 | Eliminare Nozomi?! La decisione di Genryusai! 「望実を消す!? 元柳斎の決断！」 - Nozomi o kesu!? Genryusai no ketsudan! | 2 agosto 2011     | 25 giugno 2022 |
| 333 | Il Capitano-comandante Yamamoto si accinge a scontrarsi con i reigai di Kyoraku e di Ukitake. Nozomi ed Ichigo, dopo aver detto a Rukia di portare via i feriti, iniziano a battersi con le copie dei due capitani. Nel combattimento si intromettono anche la vera e la falsa Unohana e quest'ultima, assieme agli altri falsi capitani, attacca Yamamoto. Kageroza sopraggiunge sul posto e, dopo aver fermato i Reigai, si appresta ad affrontare Ichigo, Yamamoto e Nozomi. Il trio riesce apparentemente a colpire Kageroza, ma quest'ultimo rivela di aver assorbito le abilità della Zanpakutō di Nozomi e di essere sopravvissuto grazie ad essi. Con Ichigo sfinito dallo sforzo, Kageroza tenta di colpire Yamamoto, ma Nozomi si mette sulla traiettoria del colpo. |                   |                |
| 334 | Reiatsu che svanisce! Lo scontro spirituale di Ichigo 「失われる霊圧！ 一護、魂の死闘！」 - Ushinawareru reiatsu! Ichigo, tamashī no shitō! | 9 agosto 2011     | 25 giugno 2022 |
| 334 | Nel tentativo di fermare l'attacco di Kageroza, la Zanpakutō di Nozomi si spezza. Mentre Ichigo e Kon tentano di impedire che Nozomi venga portata via, Kageroza rivela che entrambi sono stati creati dall'energia spirituale dello stesso Shinigami. Nozomi e Kon riescono a scappare, ma, per evitare che quest'ultimo rischi di rimanere ucciso, la ragazza lo blocca con il Kidō e fugge via. Ichigo e Kageroza si mettono sulle tracce di Nozomi e finiscono per scontrarsi. Ichigo riesce a sconfiggere Inaba, ma scopre che si trattava solo di un clone e viene messo fuori combattimento dal vero Kageroza che riporta Nozomi nella Soul Society. |                   |                |
| 335 | Imboscata nel Dangai? Un altro Ichigo?! 「断界に潜伏？もう一人の一護！？」 - Dangai ni senpuku? Mou ichi nin no Ichigo!? | 16 agosto 2011    | 25 giugno 2022 |
| 335 | In seguito allo scontro con Kageroza, Ichigo ha perso completamente i suoi poteri. Il ragazzo e i suoi amici si riuniscono al negozio di Urahara dove quest'ultimo gli suggerisce di recarsi nel Dangai per riprendere parte dei suoi poteri facendosi ingoiare dal treno spirituale come era già successo in passato. Il piano ha successo e, quando si riunisce agli altri, Ichigo racconta di aver visto un altro sé stesso, portando Urahara a supporre che il ragazzo sia stato salvato dall'Ichigo che era entrato nel treno la prima volta, visto che il tempo al suo interno non è lineare. A quel punto, Ichigo, Urahara e Kon si dirigono verso la Soul Society per tentare di salvare Nozomi. |                   |                |
| 336 | All'inseguimento di Kageroza! L'infiltrazione nel reparto di ricerca e sviluppo! 「影狼佐を追え！技術開発局、潜入！」 - Kageroza o oe! Gijutsukaihatsu Kyoku, sennyū! | 23 agosto 2011    | 25 giugno 2022 |
| 336 | Nel Dangai, Rukia e gli altri distraggono i reigai, consentendo ad Ichigo, Urahara e Kon di raggiungere la Soul Society. Mentre sono alla ricerca del laboratorio di Kageroza, Urahara tenta di ristabilire i poteri di Ichigo creando una caramella come quelle delle anime modificate. Il gruppo, tuttavia, viene intercettato dai reigai di Nanao e Nemu e Ichigo è costretto a prendere la caramella quando essa è ancora incompleta, cosa che rende il bilanciamento tra i suoi poteri da Shinigami ed il suo lato Hollow instabile. Durante la fuga, i tre vengono fermati dai falsi capitani, ma vengono salvati da Yoruichi e dai veri capitani che si apprestano ad affrontare i reigai. |                   |                |
| 337 | L'inventore delle anime modificate 「改造魂魄の開発者」 - Kaizō konpaku no kaihatsusha | 30 agosto 2011    | 25 giugno 2022 |
| 337 | I capitani ed i vice-capitani che erano apparentemente stati sconfitti in precedenza riappaiono, pronti ad affrontare i reigai. Nel frattempo, i poteri da Shinigami ed il lato Hollow di Ichigo continuano ad essere instabili costringendolo a rimanere indietro mentre Urahara e Kon proseguono la loro investigazione su Inaba. I due vengono a sapere che lo Shinigami che ha creato Kageroza e Nozomi, Yushima Okōyo, si trova in una prigione nella Tana del Verme. Dopo aver sconfitto i reigai di Soifon e Omaeda, i due raggiungono la cella dell'uomo, ma quest'ultimo sembra essere in uno stato catatonico. Intanto, il lato Hollow di Ichigo prende il sopravvento e fugge. |                   |                |
| 338 | I sentimenti di Kon e i sentimenti di Nozomi 「コンの想い、望実の想い」 - Kon no omoi, Nozomi no omoi | 6 settembre 2011  | 25 giugno 2022 |
| 338 | Mentre prosegue lo scontro fra i capitani e i reigai, Kon e Urahara si dirigono verso il laboratorio di Kageroza, ma vengono fermati dal reigai di Urahara. Il vero ed il falso Kisuke iniziano a battersi e Kon ne approfitta per introdursi nel laboratorio dove prova a risvegliare Nozomi che si trova dentro a una capsula studiata per fondere il suo corpo con quello di Kageroza. Risvegliatasi, Nozomi incita Kon ad andarsene, ma lui si rifiuta e la ragazza, convinta dalla sua determinazione, decide di aiutarlo a restituire ad Ichigo la sua reiatsu. Prima che il processo abbia fine però, interviene il reigai di Nemu che colpisce Kon e dà inizio all'unione dei corpi. Nel frattempo, Ichigo perde definitivamente il controllo e, trasformato in Hollow, sconfigge numerosi Shinigami. Prima che riesca a finire il reigai di Ise tuttavia, appare improvvisamente Yushima che lo ferma. |                   |                |
| 339 | Proteggete Ichigo! I legami d'amicizia! 「一護を護れ!仲間たちの絆!」 - Ichigo wo mamore! Nakama-tachi no kizuna! | 13 settembre 2011 | 25 giugno 2022 |
| 339 | Yushima sembra non essere interessato a battersi con Ichigo, ma quest'ultimo, nella sua forma hollowificata e senza controllo, continua ad inseguirlo. I due raggiungono la collina del Sokyoku mentre i vice-capitani si uniscono allo scontro con i reigai. Anche Uryū, Renji, Rukia, Chad e Orihime arrivano sulla collina e tentano di fermare Yushima, ma i poteri combinati di Nozomi e Kageroza si rivelano essere troppo per loro. Yushima svela la vera natura della sua Zanpakutō e sconfigge tutti, ma prima che riesca ad assestare il colpo di grazia a Rukia, Ichigo si intromette. |                   |                |
| 340 | Reigai contro originali, battaglia all'ultimo sangue per l'orgoglio! 「霊骸VS原種、誇りをかけた激闘！」 - Reigai VS genshu, hokori o kaketa gekitō! | 20 settembre 2011 | 25 giugno 2022 |
| 340 | Quando la Zanpakutō di Yushima colpisce Ichigo, le loro coscienze entrano in contatto e il ragazzo riesce a vedere Nozomi. Quest'ultima chiede aiuto, ma prima che Ichigo riesca a fare qualcosa Yushima riprende il controllo e lo colpisce, riportandolo alla forma umana. Ormai senza poteri, Ichigo osserva i suoi amici che tentano, senza successo, di sopraffare Yushima. Quest'ultimo chiede al reigai di Nemu di portargli un oggetto che renderà permanente la fusione, ma, al suo arrivo, la ragazza lo colpisce inaspettatamente. In realtà, Kon ha inserito, grazie all'aiuto di Urahara e Mayuri, la sua caramella dentro al reigai e ne ha preso il controllo. L'anima modificata aiuta Ichigo a riacquistare i suoi poteri e, mentre il ragazzo si appresta a rilasciare il suo Bankai, Byakuya rivela di aver capito che i reigai non sono disposti a sacrificarsi per sconfiggere gli originali. Inizia dunque lo scontro tra i reigai e gli originali. |                   |                |
| 341 | Capitolo dell'esercito invasore, conclusione! 「侵軍篇、最終決着！」 - Shingun hen, saishū kecchaku! | 27 settembre 2011 | 25 giugno 2022 |
| 341 | Ichigo rilascia il suo Bankai ed inizia a battersi con Yushima, mentre lo scontro tra gli ufficiali delle tredici Brigate e i reigai prosegue. Ichigo riesce a colpire il suo avversario con un Getsuga Tenshō in forma Hollowificata che lo danneggia gravemente. In quel momento, la coscienza di Nozomi riappare e chiede ad Ichigo di ucciderla. Tuttavia, Yushima riprende il controllo ed evoca una gigantesca struttura che inizia a risucchiare tutta l'energia spirituale dalla Soul Society. I reigai rivelano che il loro scopo non era quello di distruggere la Soul Society, ma quello di proteggerla a modo loro e si sacrificano per fermare Yushima. Con le ultime forze, Ichigo riesce a separare nuovamente Inaba e Nozomi che iniziano a svanire. Salutati Kon e gli altri, la ragazza scompare nel vento. |                   |                |
| 342 | Grazie 「ありがとう」 - Arigatō | 4 ottobre 2011    | 25 giugno 2022 |
| 342 | Avendo ormai perso quasi completamente i suoi poteri, Ichigo si trova in difficoltà durante uno scontro con un Hollow e viene salvato da Rukia. Lo stesso si verifica anche la notte successiva e questa volta anche Ishida interviene per salvare Ichigo. Il giorno successivo, Kurosaki passa una giornata di svago con Rukia e coi suoi amici, alla fine della quale affronta un Hollow. Durante lo scontro, il ragazzo ha molte difficoltà e riesce a sconfiggere l'avversario solo grazie all'aiuto di Rukia. Ichigo si risveglia nella sua stanza con tutti i suoi amici attorno e si rende conto che i suoi poteri sono quasi completamente svaniti. Davanti a casa Kurosaki, Ichigo ringrazia e dice addio a Rukia che svanisce davanti ai suoi occhi. |                   |                |

## DVD

### Giappone
Gli episodi della quindicesima stagione di Bleach sono stati distribuiti in Giappone anche tramite DVD, quattro o cinque per disco, da febbraio 2012 a luglio 2012.
| N° | Data             | Dischi | Episodi |
| -- | ---------------- | ------ | ------- |
| 1  | 22 febbraio 2012 | 1      | 317-321 |
| 2  | 21 marzo 2012    | 1      | 322-325 |
| 3  | 25 aprile 2012   | 1      | 326-329 |
| 4  | 23 maggio 2012   | 1      | 330-333 |
| 5  | 27 giugno 2012   | 1      | 334-337 |
| 6  | 25 luglio 2012   | 1      | 338-342 |